# Kizzy (cantante)
Kizzy Yuanda Constance Getrouw (Rotterdam, 14 marzo 1979) è una cantautrice, conduttrice televisiva e attrice olandese. La sua famiglia è originaria di Sint Eustatius e del Suriname.
È diventata un personaggio particolarmente celebre nelle Antille olandesi, grazie ad alcune canzoni di successo ed alla conduzione di alcuni spettacoli televisivi. Negli Stati Uniti è invece principalmente conosciuta per aver condotto il programma televisivo The Gossip Swapp su XY TV e CN8.

## Biografia
Kizzy nasce con il nome di Kizzy Yuanda Constance Getrouw a Rotterdam, nei Paesi Bassi.

## Filmografia
- Dirty Water (2008)
- Gossip Swap (2006)
- Soundaffects (2001)
- The VIP (2004)
- Wie Is er Nieuwsgierig? (1997)
- OPENBOEK (2017)

## Discografia
- Cocktail, Lamu - Lamu (1997) Crown Records
- Unspoken Rhyme (2012)
- Have Yourself A Merry Little Christmas (2013)